# Huja (madár)
A huja (Heteralocha acutirostris) a madarak (Aves) osztályába a verébalakúak (Passeriformes) rendjébe és a kokakófélék (Callaeatidae) családjába tartozó kihalt faj. A Heteralocha nem egyetlen faja volt.

## Előfordulása
Már az európaiak érkezése előtt is erősen vadászták Új-Zélandon csodálatos farktollai miatt. Feltételezések szerint eredetileg sem volt gyakori faj, csupán az Északi-sziget déli területein élt. Az európaiak megérkezése a szigetre ezért járt végzetes következménnyel.

## Megjelenése
A tojók csőre kétszer olyan hosszú volt, mint a hímeké. A gyűjtők ezért is kedvelték a huját. A hímek csőrüket úgy használták, mint a harkályok, a tojók fakéreg és föld alól szedegették elő a gerincteleneket, lábukkal leszorították őket s kettétépték.

## Életmódja
Életmódjáról, táplálkozásáról, szaporodási szokásairól nem sokat tudunk. Más madár fészkébe helyezte el tojásait.

## Kihalása
1888-ban még gyakori fajként említették. 1907-ben említették utoljára, megbízhatatlan források azonban még a 20-as évekből is jelentettek narancssárga arclebernyeges madarakat.
A huja az első olyan madár, amely tipikusan a divatnak esett áldozatul. Tollait főként kalapokba, esetenként legyezőkbe, táskákra rakták dekoratív elemként.
119 kitömött példányt őriznek Új-Zéland múzeumai. A leideni Nemzeti Természettudományi Múzeum tulajdonában hét preparált huja található. Kettő közülük montírozott példány. Hármat más múzeumok adományoztak, kettőt az új-zélandi Wellington Múzeum, egyet pedig a hamburgi Godeffroy Múzeum. A másik két példányt 1980 körül vásárolták egy aukción Angliában, majd 1981-ben adták el a múzeumnak.
|  |  |